# Al-Samh ibn Malik al-Khawlani
Al-Samh ibn Malik al-Khawlani, est le cinquième wali (gouverneur) de la province d'al-Andalus pour le compte des Omeyyades de Damas, de mars-avril 719 au 9 juin 721. Il fut nommé directement par le calife Umar ibn 'Abd-ul-Aziz. Il succède ainsi à Al-Hurr ibn Abd-al-Rahman Al-Thaqafi.
Dès 719, il mène une campagne en Septimanie, il assiège et prend la ville de Narbonne. Il fait reconstruire en pierre le pont romain de Cordoue sur le Guadalquivir et fait restaurer l’enceinte.
En 721, il revient en Gaule à la tête d'une armée et assiège Toulouse. La ville est secourue par Eudes d'Aquitaine et le wali y laisse la vie, le 9 juin 721.